# Skrivnost našega uspeha
Skrivnost našega uspeha je zbirka esejev slovenskega pisatelja Miha Mazzinija. V njej je izbor besedil, ki jih je avtor kot kolumne objavljal na portalu Planet Siol.net v letih od 2014 do 2017.
Knjiga je izšla leta 2017. Vsebina knjige je v celoti dostopna na portalu Siol.